# Firebug
Firebug es una extensión de Firefox creada y diseñada especialmente para desarrolladores y programadores web. Es un paquete de utilidades con el que se puede analizar (revisar velocidad de carga, estructura DOM), editar, monitorizar y depurar el código fuente, CSS, HTML y JavaScript de una página web de manera instantánea e inline. 
Firebug no es un simple inspector como DOM Inspector, además edita y permite guardar los cambios, un paso por delante del conocido Web Developer. Su atractiva e intuitiva interfaz, con solapas específicas para el análisis de cada tipo de elemento (consola, HTML, CSS, Script, DOM y red), permite al usuario un manejo fácil y rápido.
Firebug está encapsulado en forma de plug-in o complemento de Mozilla, es Open Source, libre y de distribución gratuita.

## Historia del proyecto
La primera versión del proyecto (versión 0.2) de 21 kb fue lanzada el 12 de enero de 2006. Cinco días más tarde vio la luz la versión 0.2.1 y dos días después la 0.2.2 con una apariencia notablemente mejorada y que incluía una ventana para el inspector más completa. Además mantenía visible el menú del navegador en la consola y mostraba una solapa para inspeccionar el JavaScript mucho más depurada. Durante ese mismo mes se sacaría una versión más, la 0.2.3, que podía ser instalada en Flock (navegador de código abierto basado en tecnologías de Mozilla y programado en torno a Gecko) y Deer Park (versión de prueba del hoy Firefox 1.1).
La versión 0.3 aparece a finales de marzo de 2006 con numerosos cambios, especialmente en la forma en la que trabaja el inspector e incluía novedades como un inspector de eventos, editor DOM y la posibilidad de ver el código fuente en vivo. Luego vendrían las versiones 0.3.1, 0.3.2 (que podía ser instalada en Firefox 2.0 alpha), 0.4 y 0.4.1 (compatible con Firefox 2 y primeros pasos hacia una versión estable en Mac Os X).
La versión 1.0 aparece en enero de 2007, un año después del inicio del proyecto y con un tamaño de 291 kb. En los cuatro primeros meses de este año han salido las versiones 1.01, 1.02, 1.03, 1.04 y 1.05, evolucionando como es lógico en su propio código y usabilidad.

## Desarrollo del proyecto y estructura organizativa

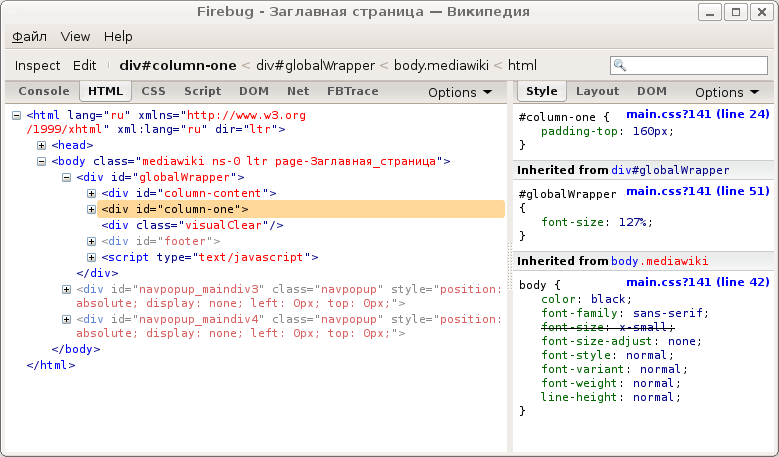
Firebug 1.2 alpha (Ubuntu).

Firebug fue creado por Jow Hewitt (creador también de DOM Inspector, Firefox, ex Netscape y director técnico de Parakey Inc.) y presentado en su primera versión un 12 de enero de 2006. Aunque es un proyecto de código abierto (Open Source), Firebug no permite contribuciones que no sean parches o informes de bugs. Por ejemplo, no se pueden añadir libremente utilidades. Joe Hewitt dirige el proyecto y a él se le atribuyen la mayoría de las aportaciones pero no hay que olvidar al resto de miembros del mismo: johnjbarton.com, max.v.stepanov, ingo.muschenetz, aptana.paul, usarid y comrade693 (este último junto a Hewitt los más activos).
El proyecto ha evolucionado también en cuanto a las licencias. En un principio, Firebug era parte de Mozilla con la correspondiente Mozilla Public License 1.1. pero cuando Joe Hewitt desarrolló la versión 1.0 (enero de 2007) estuvo barajando la posibilidad de convertir Firebug en un producto comercial. 
Al final declinó la opción y le puso la triple licencia MPL/GPL/LGPL que usa Firefox. Con la más reciente versión (1.05) la licencia volvió a cambiar a BSD.

## Industria relacionada
Muchas compañías invierten tiempo y recursos integrando sus herramientas con Firebug como por ejemplo Yahoo y Aptana. También, numerosos frameworks de JavaScript como Dojo, YUI, MochiKit o jQuery lo usan para depurar código y analizar bugs.
Firebug es además un importante instrumento para empresas que se dedican a la creación de web o a soporte de otras.

## Estado Actual
- Web del proyecto: https://www.getfirebug.com
- Proyecto alojado en (código fuente): http://code.google.com/p/fbug
- Desarrollador principal: Joe Hewitt (http://www.joehewitt.com)
- Versión actual: 1.12.7 (del 05/03/2014).
- Tamaño: 2.3 MB.
- Licencia: BSD.

En propias palabras de Joe Hewitt en una entrevista para Fosdem (enero de 2007), el próximo paso importante para el proyecto será el Firebug 2.0.

## Radiografía
Analizado el repositorio del proyecto (para el control de versiones utiliza Subversion), al 9 de septiembre de 2007 cuenta con 34.869 líneas en total de las que 27.523 corresponden a código real, 1225 a comentarios y el resto (6068) están en blanco. Aunque Firebug cuenta con un número limitado e ínfimo de desarrolladores, es cierto que se trata de una extensión muy bien definida y avanzada respecto a otros proyectos Open Source. No obstante no presta compatibilidad con IE, Opera o Safari para los que es necesaria la versión especial Firebug Lite (versión beta 1), biblioteca JavaScript también de libre distribución.